# تيم نولان
تيم نولان (بالإنجليزية: Tim Nolan)‏ هو سياسي أمريكي، ولد في 5 فبراير 1947. حزبياً، نشط في الحزب الجمهوري.